# نی‌او ۲
نی‌او ۲ (仁王2 Niō Tsū) یک بازی ویدئویی در سبک نقش‌آفرینی اکشن است که توسط استودیو ژاپنی تیم نینجا توسعه یافته و به‌وسیلهٔ کویی تکمو در کشور ژاپن، و سونی اینتراکتیو انترتینمنت در سراسر جهان برای کنسول پلی‌استیشن ۴ منتشر شده است. بازی در سده ۱۵ (میلادی) روایت می‌شود و به عنوان پیش‌درآمدی بر عنوان نی‌او (۲۰۱۷) محسوب می‌شود که در ۱۳ مارس ۲۰۲۰ عرضه شد. نسخه‌های پلی‌استیشن ۵ و مایکروسافت ویندوز تحت عنوان نی‌او ۲: نسخهٔ کامل، شامل تمامی محتواهای قابل دانلود پیشین، در ۵ فوریه ۲۰۲۱ منتشر شدند.
نی‌او ۲ برای نخستین بار در کنفرانس مطبوعاتی سونی در طی نمایشگاه رسانه و تجارت ای۳ ۲۰۱۸ رونمایی شد. بازی با واکنش‌های مثبتی از سوی منتقدان همراه بود، و تا فوریه ۲۰۲۲، تعداد ۲٬۵ میلیون نسخه به فروش رسانده است.

## روند بازی
همانند نسخه قبلی، نی‌او ۲ یک بازی ویدئویی نقش‌آفرینی اکشن است که زاویهٔ دید سوم شخص روایت می‌شود. بازیکنان قادر به ساختن شخصیت قابل بازی خود هستند که ترکیبی از یک مادر یوکای و پدری انسانی است و به شخصیت اصلی توانایی‌های متعددی مرتبط با یوکای می‌دهد که از فولکلور سنتی ژاپنی اقتباس شده است. سیستم شخصی‌سازی بازی دارای جزئیات بسیار بالا و متنوعی است که تجربه‌ای متفاوت را برای بازیکنان به ارمغان آورده است. بازیکنان به سلاح‌های متنوعی مانند نیزه، اوداچی و کوساریگاما مجهز می‌شوند و با پیشرفت در بازی، مهارت‌ها و توانایی‌های ویژه جدیدی کسب می‌کنند. در طی نبردها شخصیت اصلی می‌تواند به یک یوکای تبدیل شود و از قدرت آن‌ها استفاده کند. زمانی که بازیکنان یک دشمن یوکای را شکست می‌دهند، برخی از آن‌ها ممکن است یک «هسته روح» (Soul Core) از خود رها سازند. هسته‌های روح به بازیکنان اجازه می‌دهند پس از پاکسازی هسته‌ها با مراجعه به یک معبد، از توانایی‌های یوکای این دشمنان استفاده کنند.
بازی دارای بیست مرحلهٔ اصلی و همچنین مراحل فرعی متعددی جهت ارتقاء شخصیت اصلی است. در مکان‌هایی به نام «آرامگاه‌های خیرخواه» (Benevolent Graves)، بازیکنان می‌توانند بازیکنان دیگر را که توسط هوش مصنوعی کنترل می‌شوند، احضار کنند تا در نبرد به آن‌ها کمک کنند.